# 滝沢和典
滝沢 和典（たきざわ かずのり、1979年12月6日 - ）は、競技麻雀のプロ雀士。日本プロ麻雀連盟理事で、団体内での段位は八段。Mリーグ・KONAMI麻雀格闘倶楽部所属。

## 来歴
新潟県長岡市出身。中学生の時に麻雀を覚え、高校の進路指導で「麻雀をやりに上京したい」と申し出るも周囲からの理解は得られず、高校卒業後に専門学校ESPミュージカルアカデミーに通う名目で上京するも勝見恒之（元101競技連盟所属）の経営する雀荘「麻雀大学」に通い詰めるようになり、結局専門学校を1年で退学。
1999年に最高位戦日本プロ麻雀協会のプロテストを受験し筆記・面接を通過するも、実技試験で大負けし不合格となる。その後「麻雀大学」で紹介してもらった荒正義を通じて日本プロ麻雀連盟のプロテストを受験し合格、2000年に連盟の16期生として入会。2001年、MONDO21（現・MONDO TV）で放送された、若手雀士を集めた「未来戦士21杯」で一躍脚光を浴びる。
2005年放送の第2回モンド王座決定戦では、僅差のトータル3着目で迎えた決勝最終戦オーラス、満貫ツモ条件を満たすアガりで逆転優勝。TV対局では初のタイトルを獲得。2006年、王位戦で優勝し、初の団体タイトルを獲得。翌年も優勝し、史上4人目となる王位連覇を達成。モンド杯では、常連メンバーでありながら長らく優勝に縁がなかったが、2012/13年に放送された第13回大会で遂に初優勝するなどの活躍を見せる。
しかし2016年頃からいわゆる“スランプ”に陥り、成績不振に苦しむ。鳳凰戦ではC1リーグにまで降級し、第16回モンド杯では予選敗退、その後のチャレンジマッチでも敗退して出場権を失いモンド杯の連続出場が途切れた。さらにAbemaTVで放映されたRTDリーグでは、2016年、2017年と2年連続でディビジョン最下位に終わった。この時は、月の半分が休日という時期もあり、麻雀をやめることも考えたという。しかし、2017/18年放送の第18回モンド杯にモンド推薦枠で2季ぶりに出場。優勝はならなかったが、決勝卓に残り復調の兆しを見せた。さらに2018年からは同年創設されたMリーグに参戦、初年度から活躍を見せて復活を印象付けた（後述）。
麻雀最強戦2020には「最強の麻雀戦術本プロ決戦」に出場。予選卓は2位ながらも点棒が40000点を上回る余裕を持って通過すると、決勝卓でも東四局親番での和了を機に主導権を握り、トップ目でオーラスの親番を迎える。しかし、倍満ツモ（または三倍満ロンをどこからでも可）条件の朝倉康心にメンチン・平和・ドラ1・高目一気通貫・一盃口、さらに三倍満ツモ条件の勝又健志にツモり四暗刻のテンパイを入れられてしまい万事休すかと思われたが、結果的には朝倉の和了り逃しに救われる形で、逃げ切り優勝を果たし、初のファイナル進出を決める。
麻雀最強戦2025には、プロ対局開幕戦の「政権抗争勃発」に出場。予選A卓を2位で勝ち上がると、決勝卓では東2局で親の国士無双を喜多剛士から和了り、そのまま2度目のファイナル進出を決めた。

### Mリーグ
2018年8月に行われた、Mリーグ発足に伴う初年度のドラフト会議でEX風林火山から二巡目指名を受ける。他のチームメンバーは二階堂亜樹と勝又健志。
同年10月2日の第2試合、東二局親番、第1ツモを取らずに第1打を打牌してしまったため少牌となり、その局は和了り放棄となる失態を犯した。しかし初戦の失態はあったものの、レギュラーシーズンでは個人タイトル3部門全てでベスト3位以内に入る活躍を見せ、復活を遂げた。
2019年2月7日第2試合の東四局で赤坂ドリブンズの園田賢から大三元を和了。この年は4着回避率1位、個人スコア2位、平均打点3位と個人タイトル3部門全てでベスト3に入る活躍を見せ、チーム首位でのファイナルシリーズ進出に貢献した。
2020-21シーズンでEX風林火山は初優勝を果たすが、シーズン終了後、EX風林火山を自由契約となり退団。同シーズンEX風林火山が「上位入賞できなければ選手の入替をする」という独自ルールを導入しており、「今シーズン優勝できたら、新たな挑戦をするためにEX風林火山を抜けよう」と決めてシーズン後に自ら申し入れたものであった。2021年8月に行われたドラフトにてKONAMI麻雀格闘倶楽部より2巡目（全体5番目）指名され入団。Mリーグ初の移籍選手となった。

## 雀風・挿話
- 門前を重視した、攻守ともにバランスの取れた雀風。タンピン三色などのきれいな手役を好み、愚形待ちでのリーチや遠い鳴き仕掛けは極めて少ない部類に入る。最高位戦日本プロ麻雀協会の鈴木たろういわく「教科書」。ただし近年では、手役に固執せず、スピードを意識したやや攻撃的な打牌も見られる。
- 佐々木寿人とは親友であり、ライバルとして比較されることも多い。年齢は佐々木が3学年上だが、麻雀プロとしては滝沢が6期先輩。2022年からは佐々木と共にYouTubeチャンネル「タキヒサ麻雀ラボ」を運営している。
- 放映対局において多くの役満を和了っている。

| 放映年 | 放映媒体           | タイトル戦             | 和了役     |
| 2006   | MONDO TV           | 第3回モンド王座決定戦  | 四暗刻     |
| 2007   | MONDO TV           | 第8回モンド21杯        | 四暗刻     |
| 2010   | MONDO TV           | 第11回モンド杯         | 四暗刻     |
| 2011   | MONDO TV           | 第11回モンド杯         | 大三元     |
| 2015   | ニコニコチャンネル | 第32期鳳凰位戦A2リーグ | 四暗刻単騎 |
| 2019   | FRESH LIVE         | Focus M                | 四暗刻単騎 |
| 2019   | Abema TV           | Mリーグ2018-19         | 大三元     |
| 2023   | ABEMA              | Mリーグ2022-23         | 四暗刻     |
| 2025   | ABEMA              | 麻雀最強戦2025         | 国士無双   |

- 「自分にとって麻雀とは何か」という問いに、「修行」と答えている[1]。
- 麻雀界屈指のイケメン雀士と言及される機会も少なくない[7]。
- Mリーグで少牌を犯した後、しばらくの間Twitterのアカウント名を「滝沢少牌和典」にしていた[11]。
- 中学時代には野球部、高校時代には軽音楽部に所属していた[1]。
- ギター経験者で、中学3年生の頃にBOØWYのコピーバンドを結成し、高校ではエクストリームやガンズ・アンド・ローゼズのコピーバンドをやっていた。上京時に音楽の専門学校に通ったのも「（麻雀をやりたかったが）何もないのにただ東京に出るのも違うな」と思ったからとのこと[6]。LuckyFM茨城放送で放送されていた『麻雀普及委員会 Root for Mリーグ』のジングルは元・真空ホロウのベーシストである村田智史と、ドラム経験者の小宮悠（最高位戦日本プロ麻雀協会所属）の3人で組んだバンドで演奏したものが使用されていた[6][17]。
- Dragon Ashのファン。高校時代に近くの学園祭に来た時に知り、上京後パチスロライターのルーキー酒井と木村魚拓を通じてドラムの櫻井誠を紹介してもらい一緒に飲む間柄となったという[6]。
- 既婚者であり、二女の父親である[1]。Mリーグの「ドラフト会議2018」では、自身が指名されると考えておらず、子供の世話をするために欠席しており、ドラフト指名選手で唯一会場にいない選手となった[4][18]。
- 酒豪としても知られるが、本人は否定。好物は、芋焼酎ソーダ割り。
- 登録名は「滝沢 和典」であるが、本来の漢字表記は「瀧澤 和典」である。
- キャッチフレーズは「麻雀バガボンド」[4]。「越後の奇跡」のキャッチフレーズを用いていた時期もあったが、近年はほとんど用いていないとのこと[19]。

## Mリーグ成績
| シーズン                 | チーム                   | 半荘 | 個人スコア | 個人スコア | 個人スコア | 最高スコア | 最高スコア | 4着回避率 | 4着回避率 | 連対率 | トップ率 | 平均 着順 | 1着 | 1.5 | 2着 | 2.5 | 3着 | 3.5 | 4着 | 参照   |
| シーズン                 | チーム                   | 半荘 | Pt         | 順位       | 平均       | 点         | 順位       | 率        | 順位      | 連対率 | トップ率 | 平均 着順 | 1着 | 1.5 | 2着 | 2.5 | 3着 | 3.5 | 4着 | 参照   |
| ------------------------ | ------------------------ | ---- | ---------- | ---------- | ---------- | ---------- | ---------- | --------- | --------- | ------ | -------- | --------- | --- | --- | --- | --- | --- | --- | --- | ------ |
| 2018-19                  | EX風林火山               | 30   | 314.8      | 2/21       | 10.5       | 79,600     | ――         | 0.90      | 1/21      | 50.0%  | 30.0%    | 2.30      | 9   | 0   | 6   | 0   | 12  | 0   | 3   | [ 20 ] |
| 2019-20                  | EX風林火山               | 35   | ▲188.2     | 25/29      | ▲5.4       | 68,100     | 6/29       | 0.7714    | 12/29     | 48.6%  | 14.3%    | 2.61      | 5   | 0   | 12  | 0   | 9   | 1   | 8   | [ 21 ] |
| 2020-21                  | EX風林火山               | 31   | 2.0        | 15/30      | 0.1        | 51,600     | 21/30      | 0.7742    | 12/30     | 45.2%  | 25.8%    | 2.52      | 8   | 0   | 6   | 0   | 10  | 0   | 7   | [ 22 ] |
| EX風林火山通算           | EX風林火山通算           | 96   | 128.6      | 128.6      | 1.3        | 79,600     | 79,600     | 81.3%     | 81.3%     | 47.9%  | 22.9%    | 2.48      | 22  | 0   | 24  | 0   | 31  | 1   | 18  |        |
| 2021-22                  | KONAMI麻雀格闘倶楽部     | 24   | 294.2      | 3/32       | 12.3       | 62,600     | 10/32      | 0.7500    | 15T/32    | 66.7%  | 37.5%    | 2.21      | 9   | 0   | 7   | 0   | 2   | 0   | 6   | [ 23 ] |
| 2022-23                  | KONAMI麻雀格闘倶楽部     | 23   | ▲135.4     | 25/32      | ▲5.9       | 46,200     | 29/32      | 0.6522    | 29/32     | 43.5%  | 21.7%    | 2.70      | 5   | 0   | 5   | 0   | 5   | 0   | 8   | [ 24 ] |
| 2023-24                  | KONAMI麻雀格闘倶楽部     | 26   | ▲120.0     | 26/36      | ▲4.6       | 48,900     | 31/36      | 0.8077    | 8T/36     | 50.0%  | 11.5%    | 2.58      | 3   | 0   | 10  | 0   | 8   | 0   | 5   | [ 25 ] |
| 2024-25                  | KONAMI麻雀格闘倶楽部     | 24   | ▲35.6      | 21/36      | ▲1.5       | 56,100     | 22/36      | 0.7500    | 18/36     | 45.8%  | 25.0%    | 2.54      | 6   | 0   | 5   | 0   | 7   | 0   | 6   | [ 26 ] |
| KONAMI麻雀格闘倶楽部通算 | KONAMI麻雀格闘倶楽部通算 | 97   | 3.2        | 3.2        | 0.0        | 62,600     | 62,600     | 74.2%     | 74.2%     | 51.5%  | 23.7%    | 2.51      | 23  | 0   | 27  | 0   | 22  | 0   | 25  |        |
| 通算                     | 通算                     | 193  | 131.8      | 131.8      | 0.7        | 79,600     | 79,600     | 77.7%     | 77.7%     | 49.7%  | 23.3%    | 2.49      | 45  | 0   | 51  | 0   | 53  | 1   | 43  |        |

| シーズン               | チーム                 | 半荘                   | 個人スコア             | 個人スコア             | 最高スコア             | 4着回避率              | 連対率                 | トップ率               | 平着                   | 1着                    | 1.5                    | 2着                    | 2.5                    | 3着                    | 3.5                    | 4着                    |                        |
| シーズン               | チーム                 | 半荘                   | Pt                     | 平均                   | 最高スコア             | 4着回避率              | 連対率                 | トップ率               | 平着                   | 1着                    | 1.5                    | 2着                    | 2.5                    | 3着                    | 3.5                    | 4着                    |                        |
| セミファイナルシリーズ | セミファイナルシリーズ | セミファイナルシリーズ | セミファイナルシリーズ | セミファイナルシリーズ | セミファイナルシリーズ | セミファイナルシリーズ | セミファイナルシリーズ | セミファイナルシリーズ | セミファイナルシリーズ | セミファイナルシリーズ | セミファイナルシリーズ | セミファイナルシリーズ | セミファイナルシリーズ | セミファイナルシリーズ | セミファイナルシリーズ | セミファイナルシリーズ | セミファイナルシリーズ |
| ---------------------- | ---------------------- | ---------------------- | ---------------------- | ---------------------- | ---------------------- | ---------------------- | ---------------------- | ---------------------- | ---------------------- | ---------------------- | ---------------------- | ---------------------- | ---------------------- | ---------------------- | ---------------------- | ---------------------- | ---------------------- |
| 2020-21                | EX風林火山             | 8                      | 60.9                   | 7.6                    | 45,200                 | 75.0%                  | 50.0%                  | 37.5%                  | 2.38                   | 3                      | 0                      | 1                      | 0                      | 2                      | 0                      | 2                      |                        |
| 2021-22                | KONAMI麻雀格闘倶楽部   | 5                      | ▲20.3                  | ▲4.1                   | 36,100                 | 80.0%                  | 40.0%                  | 20.0%                  | 2.60                   | 1                      | 0                      | 1                      | 0                      | 2                      | 0                      | 1                      |                        |
| 2022-23                | KONAMI麻雀格闘倶楽部   | 5                      | ▲97.7                  | ▲19.5                  | 59,600                 | 40.0%                  | 20.0%                  | 20.0%                  | 3.20                   | 1                      | 0                      | 0                      | 0                      | 1                      | 0                      | 3                      |                        |
| 2023-24                | KONAMI麻雀格闘倶楽部   | 3                      | ▲131.3                 | ▲43.8                  | 16,700                 | 33.3%                  | 0%                     | 0%                     | 3.67                   | 0                      | 0                      | 0                      | 0                      | 1                      | 0                      | 2                      |                        |
| セミファイナル通算     | セミファイナル通算     | 21                     | ▲188.4                 | ▲9.0                   | 59,600                 | 61.9%                  | 33.3%                  | 23.8%                  | 2.81                   | 5                      | 0                      | 2                      | 0                      | 6                      | 0                      | 8                      |                        |
| ファイナルシリーズ     |                        |                        |                        |                        |                        |                        |                        |                        |                        |                        |                        |                        |                        |                        |                        |                        |                        |
| 2018-19                | EX風林火山             | 8                      | ▲34.4                  | ▲4.3                   | 46,300                 | 62.5%                  | 37.5%                  | 25.0%                  | 2.75                   | 2                      | 0                      | 1                      | 0                      | 2                      | 0                      | 3                      |                        |
| 2020-21                | EX風林火山             | 4                      | 59.5                   | 14.9                   | 44,000                 | 75.0%                  | 50.0%                  | 50.0%                  | 2.25                   | 2                      | 0                      | 0                      | 0                      | 1                      | 0                      | 1                      |                        |
| 2021-22                | KONAMI麻雀格闘倶楽部   | 3                      | ▲59.6                  | ▲19.9                  | 40,100                 | 33.3%                  | 33.3%                  | 33.3%                  | 3.00                   | 1                      | 0                      | 0                      | 0                      | 0                      | 0                      | 2                      |                        |
| 2022-23                | KONAMI麻雀格闘倶楽部   | 5                      | 215.1                  | 43.0                   | 79,100                 | 80.0%                  | 80.0%                  | 60.0%                  | 1.80                   | 3                      | 0                      | 1                      | 0                      | 0                      | 0                      | 1                      |                        |
| ファイナル通算         | ファイナル通算         | 20                     | 180.6                  | 9.0                    | 79,100                 | 65.0%                  | 50.0%                  | 40.0%                  | 2.45                   | 8                      | 0                      | 2                      | 0                      | 3                      | 0                      | 7                      |                        |
| ポストシーズン通算     | ポストシーズン通算     | 41                     | ▲7.8                   | ▲0.2                   | 79,100                 | 63.4%                  | 41.5%                  | 31.7%                  | 2.63                   | 13                     | 0                      | 4                      | 0                      | 9                      | 0                      | 15                     |                        |

## 獲得タイトル・主な実績
- 王位　2期（第32･33期）
- 第2回 モンド王座決定戦 優勝
- 第13回 モンド杯 優勝
- 第13回 ロン2チャレンジカップ 優勝
- 第4回 野口恭一郎賞棋士部門受賞
- 第1回 麻雀フォーラム21 優勝
- 第1回 麻雀トライアスロン・雀豪決定戦 優勝
- U-50 日テレプラス麻雀リーグ2018 優勝

## 書籍

### 著書
- 滝沢の麻雀 勝利への絶対条件（毎日コミュニケーションズ、2008年2月29日） ISBN 978-4839927707
- 絶対に強くなる麻雀入門（日本文芸社、2008年5月30日） ISBN 978-4537206425
- 麻雀 読みの技術（マイナビ、2011年11月17日） ISBN 978-4839940768
- 滝沢流 麻雀絶対の一手（マイナビ、2012年8月17日） ISBN 978-4839944001
- ヒサトVS滝沢 麻雀戦術30番勝負（共著 佐々木寿人）（マイナビ、2013年1月18日） ISBN 978-4839945770
- 山読みを制する者は麻雀を制す（マイナビ、2013年10月15日） ISBN 978-4839948986
- 滝沢和典の麻雀読みの公式（マイナビ、2015年2月24日） ISBN 978-4839954680
- 滝沢和典のMリーグ戦記（マイナビ、2019年7月31日） ISBN 978-4839970345

### 関連本
- 進化した「超攻撃」スタイル! 魔王の麻雀 著者:佐々木寿人（2022年12月15日 KADOKAWA）※佐々木寿人と滝沢和典の対談を収録 ISBN 978-4-04-606017-4
- 「Mリーガーの素顔」（2023年12月5日 竹書房）著者:黒木真生 ※佐々木寿人・多井隆晴・滝沢和典など活躍中のMリーガー14名の素顔を語る。ISBN 978-4801937987

## 出演

### オリジナルビデオ
- 女猫雀士 雀奴（ジャンヌ） 闘牌伝説（2003年7月11日、GROOVE PICTURES）監督:内藤忠司[27]
- むこうぶち13 高レート裏麻雀列伝 壺（2017年1月6日、GPミュージアム）監督:片岡修二[28]
- むこうぶち14 高レート裏麻雀列伝 相方（2017年5月5日、GPミュージアム）監督:片岡修二[29]

### テレビドラマ
- いねむり先生（2013年9月15日、テレビ朝日・ドラマスペシャル）- 闘牌監修
- 天 赤木しげる葬式編（2019年12月29日、テレビ東京）（2020年1月2日、BSテレ東）[30]- 雀士・滝沢 役

### テレビ
- それって!?実際どうなの課（2023年9月28日、中京テレビ）- 「１試合の前後で体重の変化はどうなる！？」

### テレビアニメ
- 咲-Saki-阿知賀編（2012年4月-7月、テレビ東京系列）- 牌譜監修
- 咲-Saki- 全国編（2014年1月-4月、テレビ東京系列）- 牌譜監修

### CS
- モンド21麻雀プロリーグ（MONDO TV）
- 木村魚拓の窓際の向こうに #241（パチンコ★パチスロTV!）

### ウェブテレビ
- RTDリーグ（AbemaTV）
- 新春オールスター麻雀大会2019（2019年1月2日-3日、AbemaTV）[31]
- 熱闘!Mリーグ（2019年2月3日・4月28日、AbemaTV）
- 天 赤木しげる葬式編「アカギと7人の男たち」（2019年11月1日、Paravi）- 雀士・滝沢 役

### 動画配信サイト
- 麻雀遊戯王（2018年12月17日-12月23日、2019年8月11日、YouTube）

## 作品

### 一般DVD
- 麻雀脳 アイドリング!!!1号・加藤沙耶香 編（2009年5月22日、竹書房）
- THE役満 ベストセレクション（2014年12月3日、AMGエンタテイメント）- 解説
- 麻雀プロリーグ 至高の一局（2015年12月2日、AMGエンタテイメント）- 解説